# Discocalyx albiflora
Discocalyx albiflora är en viveväxtart som beskrevs av Herman Otto Sleumer. Discocalyx albiflora ingår i släktet Discocalyx och familjen viveväxter. Inga underarter finns listade i Catalogue of Life.